# Classe Halifax
La classe Halifax è una classe di fregate della Royal Canadian Navy, composta da dodici unità entrate in servizio tra il 1992 e il 1996.
Sviluppate a partire dal progetto "Canadian Patrol Frigate Project" della metà degli anni 1970, si tratta di unità a impiego multi-ruolo che combinano le capacità anti-sottomarini, tradizionali per le unità canadesi, con sistemi avanzati per la lotta antinave e antiaerea. Nel corso degli anni 2010 tutte le unità della classe sono state sottoposte a un esteso programma di modernizzazione che ha comportato la sostituzione di diversi apparati con altri di più moderna concezione.

## Caratteristiche

### Piattaforma e propulsione

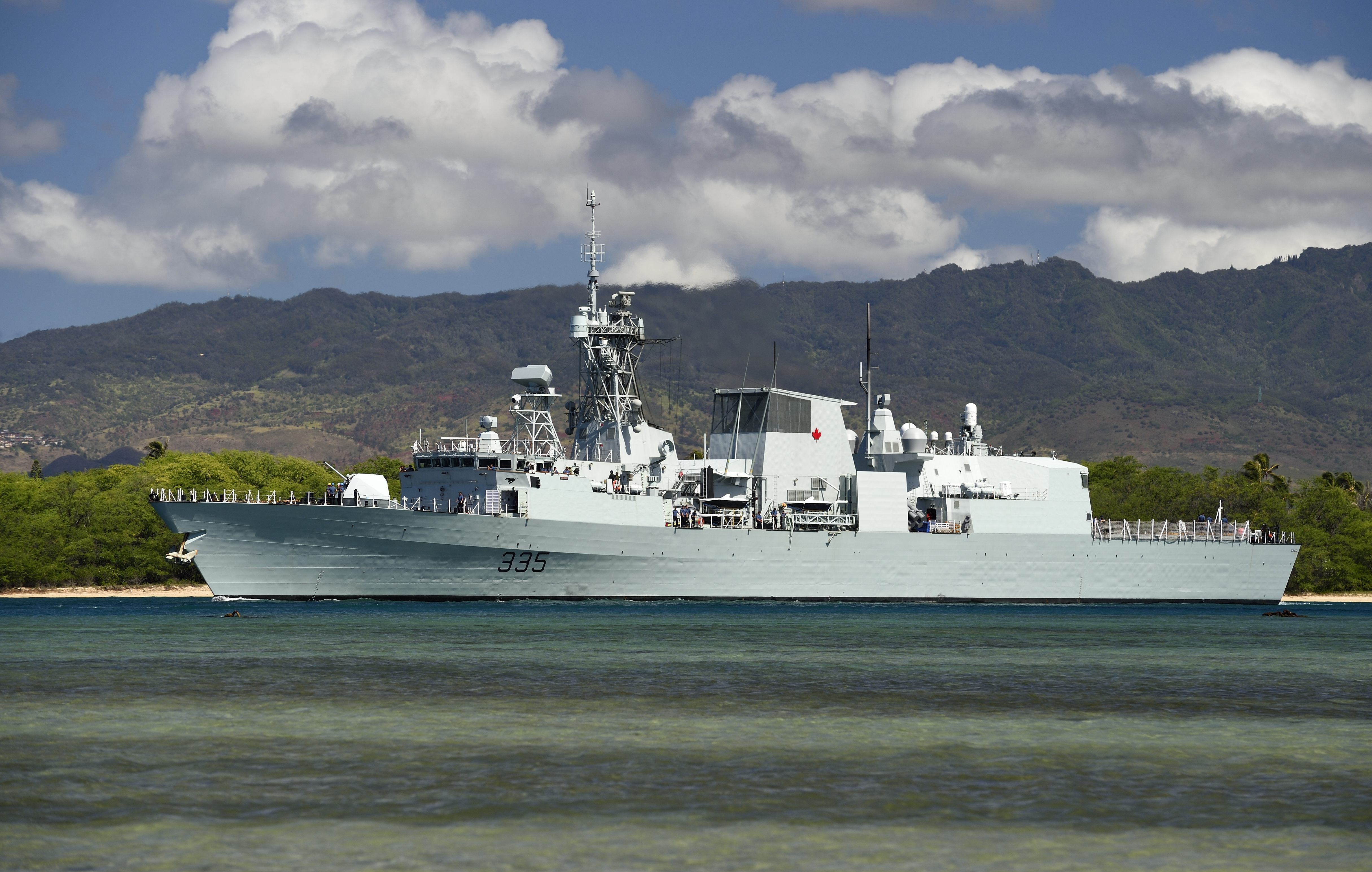
La HMCS Calgary fotografata nel 2014

La progettazione della futura classe Halifax prese avvio con il Canadian Patrol Frigate Project, un programma di nuove acquisizioni navali varato dal Dipartimento della difesa nazionale nel 1975 per rimpiazzare i vecchi cacciatorpediniere di scorta anti-sottomarini delle classi St. Laurent, Restigouche, Mackenzie e Annapolis, risalenti agli anni 1950-1960. Nel luglio 1983 il governo federale canadese approvò lo stanziamento finanziario per la progettazione e costruzione del primo gruppo di sei fregate, con un secondo gruppo sempre di sei unità ordinato nel dicembre 1987. Per riflettere il cambio di visione strategica della Marina canadese tra il 1980 e il 1990, le fregate classe Halifax, pur ancora con un focus incentrato sulle capacità anti-sottomarini, furono designate come unità "da impiego generale".
Alla costruzione, le Halifax hanno un dislocamento a pieno carico di 4.830 tonnellate, e uno scafo lungo fuori tutto 134,6 metri (124,49 metri tra le perpendicolari), largo 16,36 metri e dal pescaggio di 4,98 metri; le Halifax risultano così un poco più grandi dei cacciatorpediniere della classe Iroquois, che all'epoca rappresentavano le unità di punta della flotta canadese.
Il sistema di propulsione, su due alberi motore, è di tipo CODOG con due turbine a gas General Electric LM2500 capaci di una potenza di 47.500 shp ((35.400 kW) e un motore diesel SEMT Pielstick 20 PA6 V 280 capace di una potenza di 8.800 shp (6.600 kW). Questo apparato motore dona alle Halifax una velocità massima di 29 nodi (54 km/h) e un'autonomia di 7.000 miglia a 15 nodi (13.000 km a 28 km/h) impiegando il motore diesel o di 3.930 miglia a 18 nodi (7.280 km a 33 km/h) impiegando le turbine. L'equipaggio delle Halifax ammonta a 198 uomini del personale navale (di cui 17 ufficiali) e 17 del gruppo di volo (di cui 8 ufficiali).

### Armamento

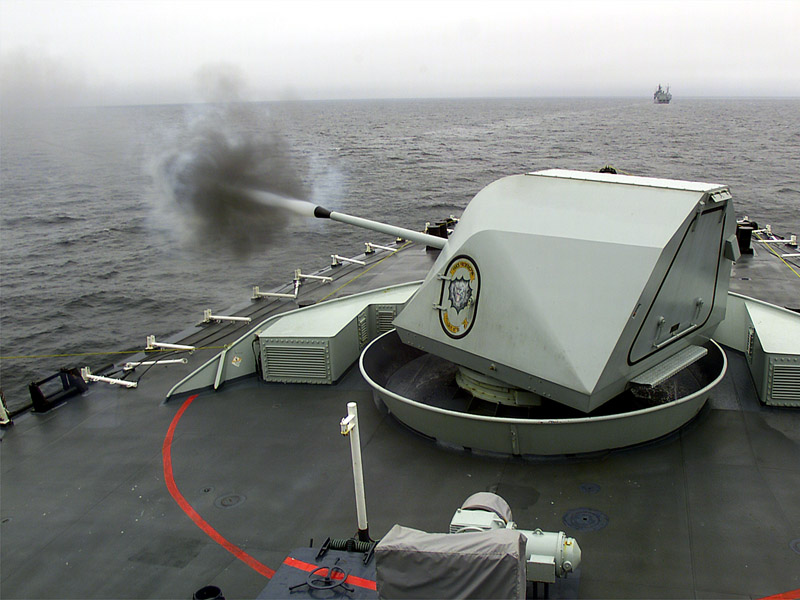
Il cannone della HMCS Fredericton in azione

Le Halifax dispongono di un hangar e di un ponte di volo a poppa da cui può decollare un elicottero (inizialmente un Sikorsky CH-124 Sea King, poi sostituito da un più moderno Sikorsky CH-148 Cyclone), che agendo in concerto con i sensori della nave può mettere in atto operazioni anti-sottomarini a lunga distanza; il ponte di volo è dotato di un sistema "Beartrap" che consente il decollo e l'atterraggio degli elicotteri anche con un mare a forza 6. Come armamento anti-sottomarini proprio delle unità, le Halifax imbarcano due impianti binati di tubi lanciasiluri per armi Mk 46, collocati su entrambi i lati della parte terminale dell'hangar di poppa.
Per la lotta antinave, le Halifax dispongono di due lanciatori quadrupli per missili AGM-84 Harpoon Block 1C, collocati nello spazio tra il fumaiolo e l'hangar dell'elicottero. La difesa antiaerea a lunga distanza era invece assicurata dal sistema missilistico RIM-7 Sea Sparrow, con due sistemi di lancio verticali Mk 48 Mod 0 a otto celle collocati sui due lati del fumaiolo per un totale di 16 missili pronti al lancio; il Sea Sparrow è stato poi sostituito negli anni 2010 dal più modero sistema RIM-162 ESSM.
Per la difesa antiaerea e antimissile a corta distanza le Halifax imbarcano un impianto CIWS tipo Phalanx, montato sul tetto dell'hangar. Come armamento di artiglieria è invece portato un cannone Bofors 57 mm in una torre a prua, capace di sparare un proiettile da 2,4 chilogrammi a una distanza di 17 chilometri con un rateo di 220 colpi per minuto. Le navi imbarcano anche otto mitragliatrici Browning M2 per la difesa a cortissima distanza.

### Sensori e contromisure
Alla costruzione, le Halifax imbarcavano due lanciatori di inganni BAE Systems Shield Mark 2, capaci di lanciare Chaff a due chilometri di distanza nonché razzi da distrazione a guida infrarossa a 169 metri di distanza; nel corso degli ammodernamenti degli anni 2010 è stato poi aggiunto un sistema Multi Ammunition Softkill System di autodifesa a corto raggio. Le navi imbarcano anche un sistema di contromisure acustiche per siluri in arrivo AN/SLQ-25A Nixie, un sistema di rilevazione di emissioni radar CANEWS (Canadian Electronic Warfare System) SLQ-501 e un sistema di disturbo radar SLQ-505, tutti di produzione canadese
Per il controllo del fuoco le navi imbarcavano due radar SPG-503 della Thales Nederland, installati uno sul tetto della plancia e uno su una piattaforma immediatamente davanti all'hangar dell'elicottero; questi sono poi stati sostituiti dal sistema CEROS 200 della Saab. Le navi sono inoltre dotate di un sistema radar di scoperta aerea e di superficie a lunga distanza AN/SPS-49 della Raytheon Company, operante in banda C e D, un radar di scoperta a media distanza Ericsson HC150 Sea Giraffe, operante in banda G e H, e un radar di navigazione Kelvin Hughes Type 1007, operante in banda I. L'apparato sonar si compone di un sistema attivo fisso a scafo AN/SQS-510, e un sistema filabile a profondità variabile passivo AN/SQR-501.

## Unità
| Nome                           | Costruttore             | Impostazione     | Varo             | Entrata in servizio | Status                       |
| ------------------------------ | ----------------------- | ---------------- | ---------------- | ------------------- | ---------------------------- |
| HMCS Halifax (FFH 330)         | Saint John Shipbuilding | 19 marzo 1987    | 30 aprile 1988   | 29 giugno 1992      | In servizio attivo (al 2019) |
| HMCS Vancouver (FFH 331)       | Saint John Shipbuilding | 19 maggio 1988   | 8 luglio 1989    | 23 agosto 1993      | In servizio attivo (al 2019) |
| HMCS Ville de Québec (FFH 332) | MIL Davie Shipbuilding  | 16 dicembre 1988 | 16 maggio 1991   | 14 luglio 1994      | In servizio attivo (al 2019) |
| HMCS Toronto (FFH 333)         | Saint John Shipbuilding | 22 aprile 1989   | 18 dicembre 1990 | 29 luglio 1993      | In servizio attivo (al 2019) |
| HMCS Regina (FFH 334)          | MIL Davie Shipbuilding  | 6 ottobre 1989   | 25 gennaio 1992  | 29 dicembre 1993    | In servizio attivo (al 2019) |
| HMCS Calgary (FFH 335)         | MIL Davie Shipbuilding  | 15 giugno 1991   | 28 agosto 1992   | 12 maggio 1995      | In servizio attivo (al 2019) |
| HMCS Montréal (FFH 336)        | Saint John Shipbuilding | 8 febbraio 1991  | 28 febbraio 1992 | 21 luglio 1994      | In servizio attivo (al 2019) |
| HMCS Fredericton (FFH 337)     | Saint John Shipbuilding | 25 aprile 1992   | 26 giugno 1993   | 10 settembre 1994   | In servizio attivo (al 2019) |
| HMCS Winnipeg (FFH 338)        | Saint John Shipbuilding | 20 marzo 1993    | 25 giugno 1994   | 23 giugno 1996      | In servizio attivo (al 2019) |
| HMCS Charlottetown (FFH 339)   | Saint John Shipbuilding | 18 dicembre 1993 | 1 ottobre 1994   | 9 settembre 1995    | In servizio attivo (al 2019) |
| HMCS St. John's (FFH 340)      | Saint John Shipbuilding | 24 agosto 1994   | 26 agosto 1995   | 26 giugno 1996      | In servizio attivo (al 2019) |
| HMCS Ottawa (FFH 341)          | Saint John Shipbuilding | 29 aprile 1995   | 31 maggio 1996   | 28 settembre 1996   | In servizio attivo (al 2019) |